# Fortaleza de Nova Navarino
Fortaleza de Nova Navarino (em grego: Νέο Ναυαρίνο; romaniz.: Néo Navaríno; em turco otomano: Anavarin-i cedid) é uma fortificação otomana próximo de Pilos, na Grécia. É um dos dois castelos que guardam a baía estratégica na qual está localizado; Nova Navarino está situado na entrada sul da baía, enquanto a entrada norte é guardada pelo Castelo de Velha Navarino, construído no século XIII por cruzados do Principado da Acaia. Em justaposição com o último, Nova Navarino é frequentemente conhecido simplesmente como Neocastro (em grego: Νεόκαστρο ou Νιόκαστρο; romaniz.: Neókastro ou Niókastro; lit. "novo castelo").
A fortaleza foi construída pelo capitão paxá Uluç Ali Reis em 1572/3, logo após a Batalha de Lepanto. Em 1645, Navarino foi utilizada como base para a invasão de Creta durante os primeiros estágios da Guerra Cretense. Durante da Guerra da Moreia, a República de Veneza sob Francesco Morosini capturou ambas as fortalezas de Navarino em 1685/6, defendidas por Mustafá Paxá e Djafer Paxá respectivamente. Junto com o resto do Peloponeso, as fortalezas permaneceram em mãos venezianas até 1715, quando os otomanos recapturaram-as.
A fortaleza foi capturada pelos russos em 10 de abril de 1770, durante a Guerra Russo-Turca de 1768–1774 e a Revolta Orlov deflagada na Grécia por inspiração dos russos, após um cerco de seis dias, e a guarnição otomana recebeu permissão para evacuar para Creta. O controle russo foi breve: já em 1 de janeiro de 1770, a frota russa abandonou Navarino, que eles destruíram parcialmente, aos otomanos.
Após a eclosão da Guerra de Independência da Grécia em março de 1821, os gregos sitiaram a fortaleza por vários meses. A guarnição rendeu-se na primeira semana de agosto de 1821, após garantia de salvo-conduto, mas foi inteiramente massacrada. A fortaleza permaneceu em mãos gregas até ser ocupada por Ibraim Paxá em 11 de maio de 1825. A guarnição otomano-egípcia permaneceu na fortaleza até ela ser entregue às tropas francesas sob o general Nicolas Joseph Maison na primavera de 1825.